# 巴爱梅
巴爱梅（英語：Emily Blatchley，1842？–1874年7月26日）是一位英国基督教传教士，受中国内地会差遣，前往中国传教。她开创了单身女传教士到中国传教的先河，并担任差会的创始人戴德生的私人秘书。

## 生平
巴爱梅在成为传教士之前，已经父母双亡。1865年，她和她的朋友福珍妮毕业于母国和殖民地训练学院（Home and Colonial Training College）。戴德生家非正式地接纳她为家庭的一员，她参加每周一次在伦敦东区堡贝门利（Bromley-by-Bow）科伯恩街举行的为了中国的祷告聚会，加上戴德生著作《中国属灵需要的呼声》的影响，很快她就志愿加入最大的新教传教士团队兰茂密尔团队，在1866年启航前往中国。在中国，他们都穿上中国服装。巴爱梅也是戴德生子女们的女家庭教师：戴存恩（Grace Dyer Taylor）、 戴存仁（Herbert Hudson Taylor）、戴存义（Frederick Howard Taylor）和戴存礼（Samuel Dyer Taylor）。每天教他们一课，释放戴马利亚参加更多的传教工作，协助她的丈夫。她作为差会的秘书，负责与英国总部的大部分通信。
巴爱梅与戴德生一家一起旅行，是先锋传教士的一员。她在1868年扬州教案中幸存下来。 在她生命的最后一段时间里，与肺结核作斗争。1870年，应戴德生夫妇的请求，为了戴家孩子们的健康和安全，她陪同他们回到英国。因为戴德生还在中国，她还承担了中国内地会在英国的许多“代理监护人”的职责。戴马利亚因肺结核去世前，曾经希望戴德生与巴爱梅结婚。然而，她的健康状况也恶化了，于1874年同样因肺结核去世。